# Amauri Carvalho de Oliveira
Oliveira Amauri de Carvalho được biết đến nhiều hơn với tên Amauri (sinh ngày 3/6/1980) là một tiền đạo bóng đá hiện đang thi đấu tại Serie A cho câu lạc bộ Torino. Các câu lạc bộ anh đã từng chơi trước đây gồm có Bellinzona, Parma, Napoli, Piacenza, Empoli, Messina, Chievo, Palermo và Juventus. Sinh ra ở Carapicuíba, một thành phố ở Brasil, anh đã đại diện Ý tại các giải quốc tế sau khi nhận được quốc tịch Ý.

## Thống kê sự nghiệp

### Câu lạc bộ
Tính đến 29 tháng 10 năm 2014
| Câu lạc bộ          | Mùa giải            | Giải đấu | Giải đấu | Cúp quốc gia | Cúp quốc gia | Châu Âu | Châu Âu | Tổng cộng | Tổng cộng |
| Câu lạc bộ          | Mùa giải            | Trận     | Bàn      | Trận         | Bàn          | Trận    | Bàn     | Trận      | Bàn       |
| ------------------- | ------------------- | -------- | -------- | ------------ | ------------ | ------- | ------- | --------- | --------- |
| Bellinzona          | 2000–01             | 5        | 1        | -            | -            | -       | -       | 5         | 1         |
| Napoli              | 2000–01             | 6        | 1        | -            | -            | -       | -       | 6         | 1         |
| Piacenza            | 2001–02             | 7        | 0        | 4            | 0            | -       | -       | 11        | 0         |
| Messina             | 2002–03             | 23       | 4        | -            | -            | -       | -       | 23        | 4         |
| Chievo              | 2003–04             | 29       | 4        | 1            | 0            | -       | -       | 30        | 4         |
| Chievo              | 2004–05             | 24       | 2        | -            | -            | -       | -       | 24        | 2         |
| Chievo              | 2005–06             | 37       | 11       | 3            | 3            | -       | -       | 40        | 14        |
| Chievo              | 2006–07             | -        | -        | -            | -            | 2       | 2       | 2         | 2         |
| Palermo             | 2006–07             | 18       | 8        | 1            | 0            | -       | -       | 19        | 8         |
| Palermo             | 2007–08             | 34       | 15       | 2            | 0            | 2       | 0       | 38        | 15        |
| Juventus            | 2008–09             | 32       | 12       | 2            | 0            | 10      | 2       | 44        | 14        |
| Juventus            | 2009–10             | 30       | 5        | 2            | 0            | 8       | 2       | 40        | 7         |
| Juventus            | 2010–11             | 9        | 0        | 1            | 0            | 6       | 3       | 16        | 3         |
| Parma               | 2010–11             | 11       | 7        | 0            | 0            | -       | -       | 11        | 7         |
| Fiorentina          | 2011–12             | 13       | 1        | 0            | 0            | -       | -       | 13        | 1         |
| Parma               | 2012–13             | 33       | 10       | 1            | 0            | -       | -       | 34        | 10        |
| Parma               | 2013–14             | 2        | 2        | 1            | 1            | -       | -       | 3         | 3         |
| Torino              | 2014–15             | 7        | 0        | 0            | 0            | 3       | 1       | 10        | 1         |
| Tổng cộng sự nghiệp | Tổng cộng sự nghiệp | 319      | 91       | 18           | 4            | 32      | 10      | 368       | 95        |